# Sudáfrica en la Copa Mundial de Rugby de 2023
Los Springboks fueron una de las 20 selecciones participantes de la Copa Mundial de Rugby de 2023, que se realizó en Francia por segunda vez.
En su octava participación, debido a ser originalmente excluida por el apartheid, Sudáfrica llegó siendo la reinante campeona y no se esperaba que alcanzará las semifinales. No obstante, el triunfo ante Les Bleus les propulsó su nivel y acabaron obteniendo su cuarta Copa del Mundo.

## Preparación
Tras el subcampeonato en The Rugby Championship 2023, se realizó la definición del plantel.
Sudáfrica jugó tres pruebas de preparación en agosto y las ganó a todas. Primero enfrentó a los Pumas que se despidieron de su público en Buenos Aires (victoria 13–24), luego triunfaron 16–52 contra los Dragones rojos en Cardiff y se despidieron en un superclásico ante los All Blacks, ganándoles con la derrota más abultada de la historia de Nueva Zelanda (28 puntos).

## Plantel

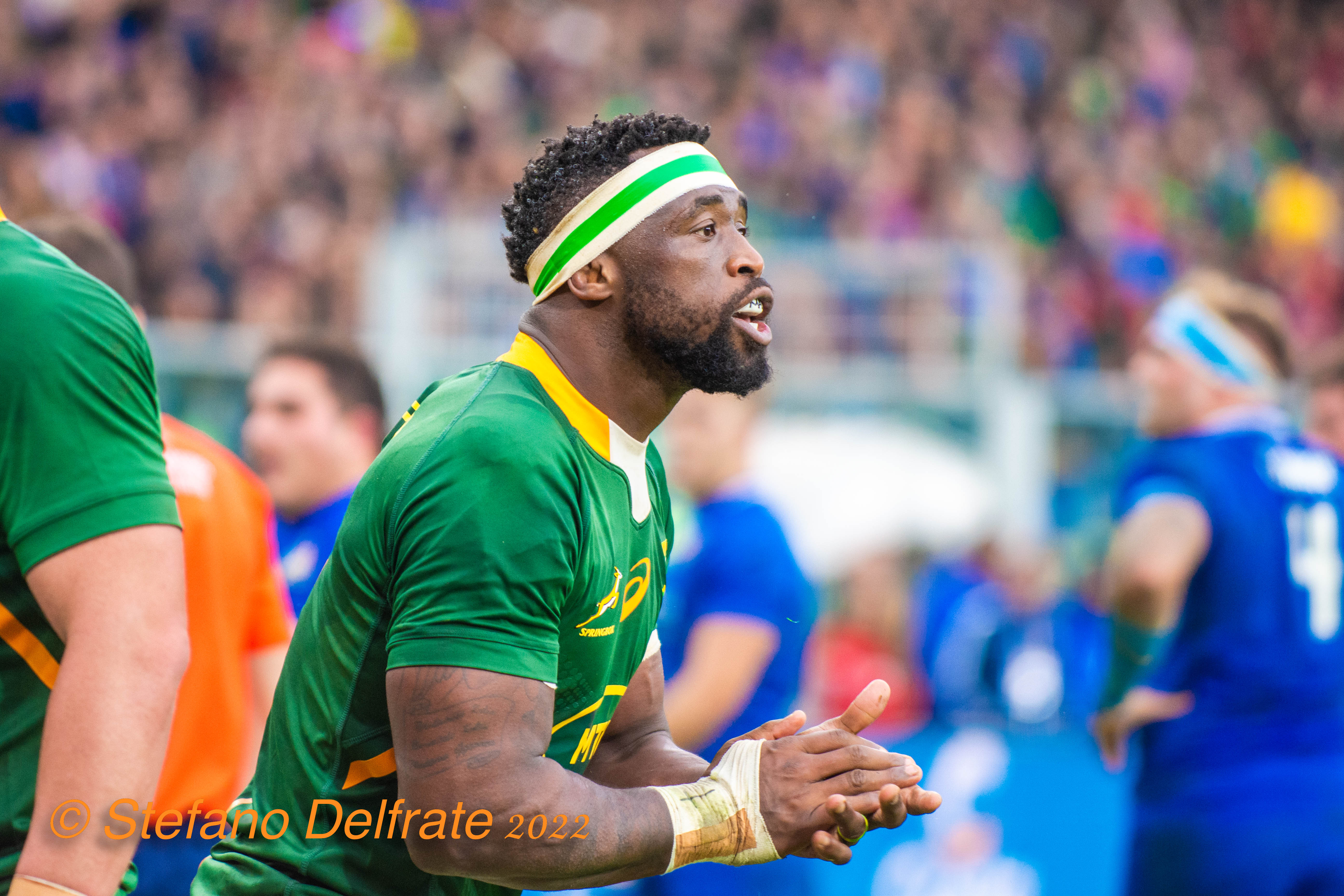
El capitán fue nuevamente Kolisi.

Nienaber (51 años) anunció la lista definitiva el 8 de agosto. Tuvo como asistentes a Deon Davids (entrenador de forwards), Rassie Erasmus (entrenador de ataque), Daan Human (entrenador de scrum), el irlandés Felix Jones (entrenador de defensa) y Mzwandile Stick (entrenador de backs).
En la prueba debut ante Escocia resultó lesionado Marx, no se convocó a otro hooker debido a que el ala natural Van Staden conoce la posición y en cambio regresó el apertura Pollard.
Durante el partido contra Tonga se lesionó Mapimpi, fracturándose el pómulo derecho y Am lo reemplazó.

Formaciones en las semifinales.

Las pruebas corresponden hasta antes del inicio del mundial y las edades a la fecha de la Final.
|                              | Jugador              | Edad    | Posición      | Pruebas | Equipo                            |
| ---------------------------- | -------------------- | ------- | ------------- | ------- | --------------------------------- |
| Hookers y Pilares            |                      |         |               |         |                                   |
|                              | Deon Fourie          | 37 años | Hooker        | 6       | Stormers                          |
| 1                            | Steven Kitshoff      | 31 años | Pilar         | 74      | Stormers                          |
|                              | Vincent Koch         | 33 años | Pilar         | 45      | Stade Français Paris              |
| 3                            | Frans Malherbe       | 32 años | Pilar         | 61      | Stormers                          |
|                              | Malcolm Marx         | 29 años | Hooker        | 61      | Kubota Spears Funabashi Tokyo Bay |
| 2                            | Bongi Mbonambi       | 32 años | Hooker        | 59      | Sharks                            |
|                              | Ox Nché              | 28 años | Pilar         | 19      | Sharks                            |
|                              | Trevor Nyakane       | 34 años | Pilar         | 61      | Racing 92                         |
|                              | Marco van Staden     | 28 años | Hooker        | 12      | Bulls                             |
| Segundas líneas              |                      |         |               |         |                                   |
| 4                            | Eben Etzebeth        | 31 años | Segunda línea | 112     | Sharks                            |
|                              | Jean Kleyn           | 30 años | Segunda línea | 2       | Munster Rugby                     |
| 5                            | Franco Mostert       | 32 años | Segunda línea | 65      | Mie Honda Heat                    |
|                              | RG Snyman            | 28 años | Segunda línea | 26      | Munster Rugby                     |
| Alas y Octavos               |                      |         |               |         |                                   |
| 7                            | Pieter-Steph du Toit | 31 años | Ala           | 69      | Toyota Verblitz                   |
| 6                            | Siya Kolisi          | 32 años | Ala           | 75      | Sharks                            |
|                              | Marvin Orie          | 30 años | Ala           | 14      | Stormers                          |
|                              | Kwagga Smith         | 30 años | Ala           | 33      | Shizuoka Blue Revs                |
|                              | Duane Vermeulen      | 37 años | Octavo        | 66      | Ulster Rugby                      |
| 8                            | Jasper Wiese         | 28 años | Octavo        | 22      | Leicester Tigers                  |
| Medios scrum                 |                      |         |               |         |                                   |
| 9                            | Faf de Klerk         | 32 años | Medio scrum   | 48      | Yokohama Canon Eagles             |
|                              | Jaden Hendrikse      | 23 años | Medio scrum   | 12      | Sharks                            |
|                              | Cobus Reinach        | 33 años | Medio scrum   | 26      | Montpellier Hérault Rugby Club    |
| Aperturas y Centros          |                      |         |               |         |                                   |
| 12                           | Damian de Allende    | 31 años | Centro        | 71      | Saitama Wild Knights              |
|                              | Lukhanyo Am          | 29 años | Centro        | 35      | Sharks                            |
|                              | André Esterhuizen    | 29 años | Centro        | 13      | Harlequins FC                     |
| 13                           | Jesse Kriel          | 29 años | Centro        | 61      | Yokohama Canon Eagles             |
|                              | Manie Libbok         | 26 años | Apertura      | 7       | Stormers                          |
| 10                           | Handré Pollard       | 29 años | Apertura      | 65      | Leicester Tigers                  |
| Fullbacks y Wings            |                      |         |               |         |                                   |
| 14                           | Kurt-Lee Arendse     | 27 años | Wing          | 10      | Bulls                             |
| 11                           | Cheslin Kolbe        | 30 años | Wing          | 25      | Rugby Club Toulonnais             |
|                              | Willie le Roux       | 34 años | Fullback      | 86      | Toyota Verblitz                   |
|                              | Makazole Mapimpi     | 33 años | Wing          | 38      | Sharks                            |
|                              | Canan Moodie         | 20 años | Wing          | 5       | Bulls                             |
| 15                           | Damian Willemse      | 25 años | Fullback      | 31      | Stormers                          |
|                              | Grant Williams       | 27 años | Wing          | 4       | Sharks                            |
| Entrenador: Jacques Nienaber |                      |         |               |         |                                   |

## Participación

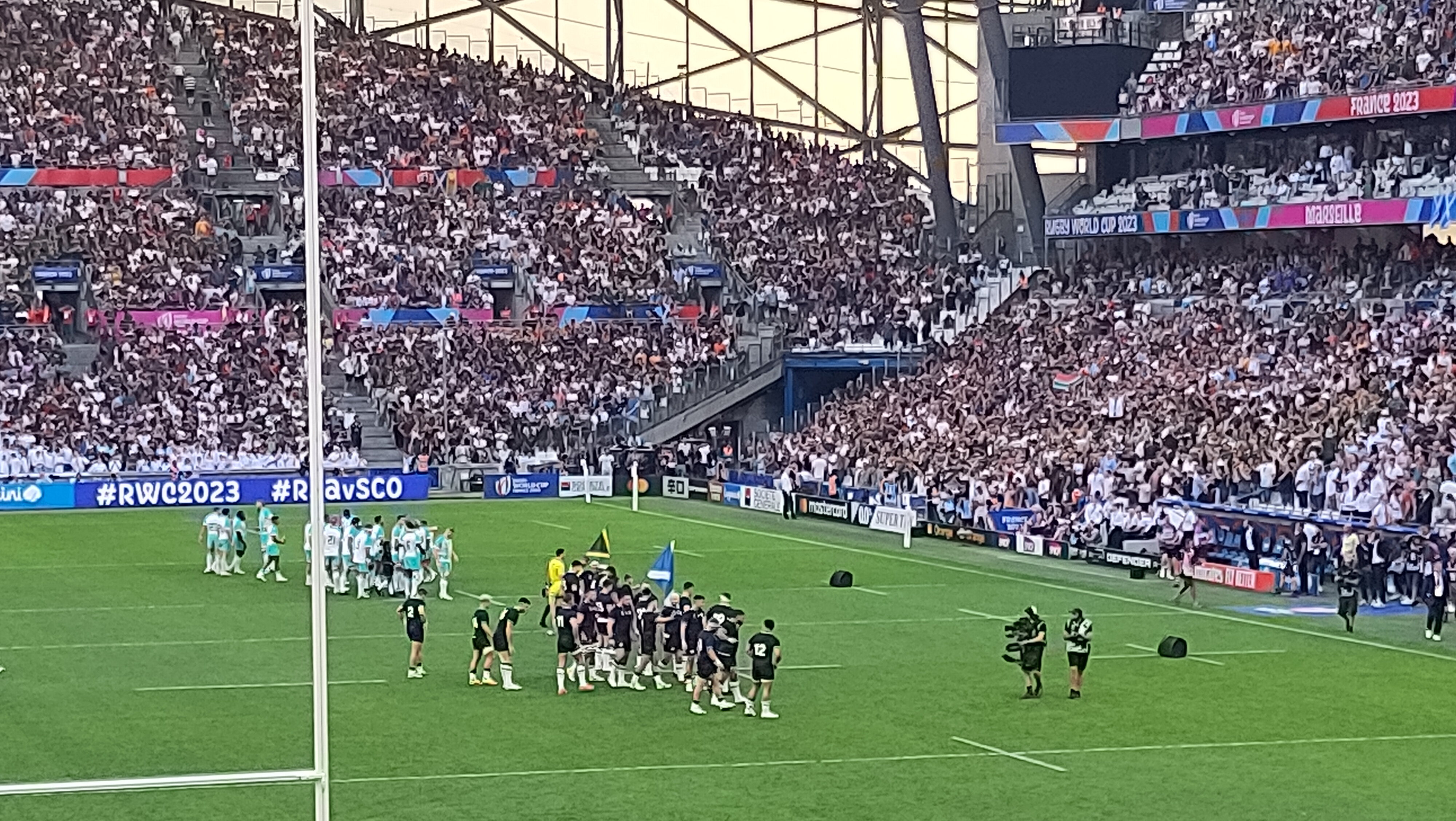
Contra el Cardo en el Stade Vélodrome.

Sudáfrica tuvo su campamento base en Tolón e integró el Grupo B junto al Cardo, la factible Rumania, el candidato Trébol y la físicamente dura Tonga. Clasificó a la Fase final como segunda, tras caer ante Irlanda y vencer a todas las demás.
El partido debut fue contra Escocia, del técnico Gregor Townsend y los rugbistas: Zander Fagerson, Richie Gray, el capitán Jamie Ritchie, Ben White, la estrella Finn Russell y Blair Kinghorn. Luciendo una sólida defensa, los Springboks vencieron 18–3 cómodamente.
La prueba clave sucedió ante el Trébol, del técnico inglés Andy Farrell y los alineados: Tadhg Furlong, James Ryan, la estrella Josh van der Flier, Jamison Gibson-Park, el capitán Jonathan Sexton y Hugo Keenan. Pese a dominar las formaciones fijas, los irlandeses contraatacaron con su juego de manos y ganaron 8–13 en un partido emocionante.

### Fase final

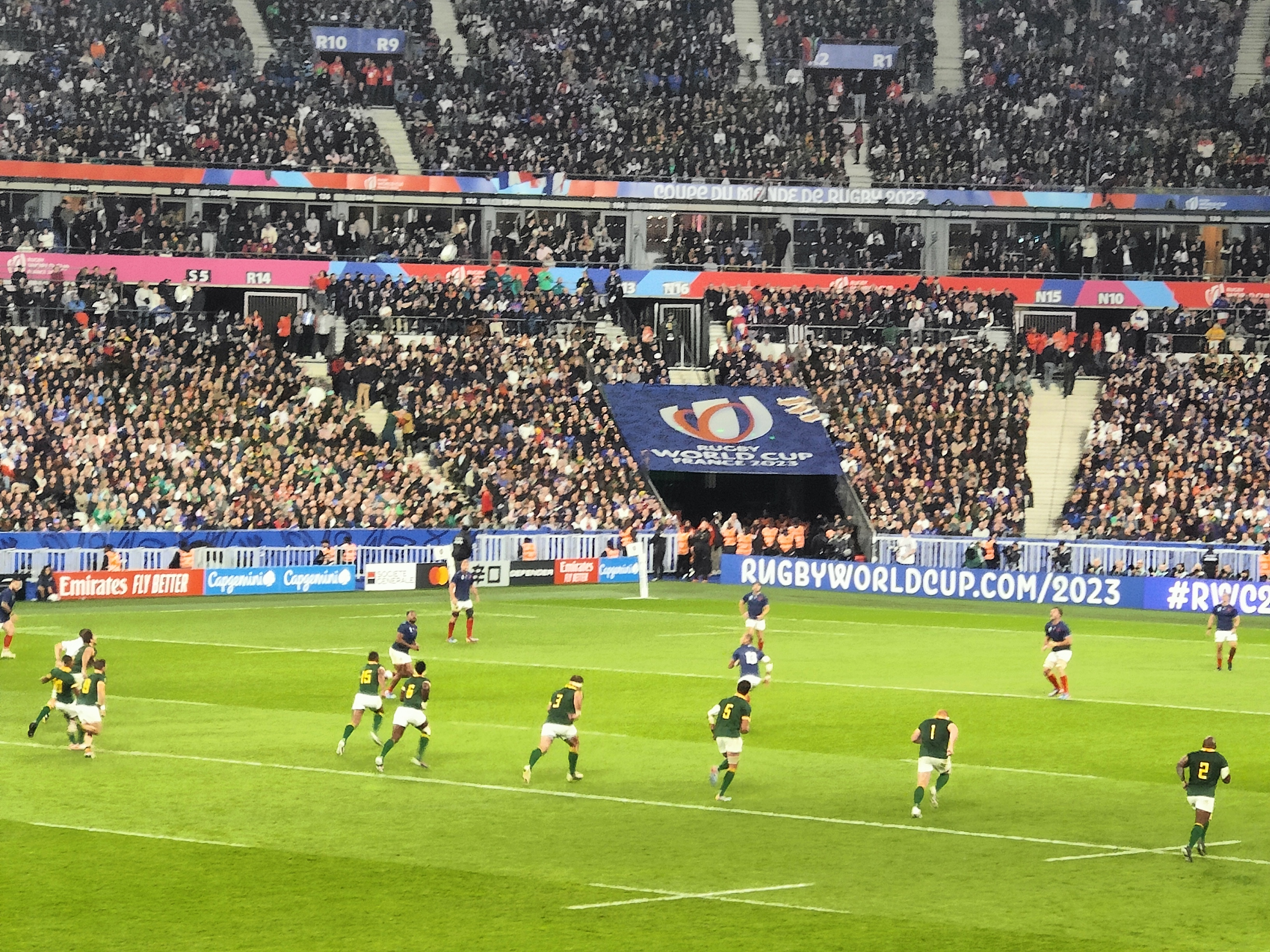
Los cuartos de final en el Estadio de Francia.

En los cuartos de final se cruzaron al local Les Bleus, ganador del Grupo A y que venció a los All Blacks, dirigida por Fabien Galthié y formada con: Uini Atonio, la estrella Thibaud Flament, Gregory Alldritt, el capitán Antoine Dupont, Gaël Fickou y el talentoso Damian Penaud.
Las semifinales los enfrentó a la Rosa; ganadora del Grupo D, venció de los Pumas y eliminó a Fiyi en los cuartos; entrenada por Steve Borthwick y alineada Dan Cole, Maro Itoje, el emblema Courtney Lawes, Alex Mitchell, el capitán Owen Farrell y Jonny May. Inglaterra jugó muy dura físicamente; buscando presionar con patadas a cargar y alejarse del marcador cambiando penales por tiros a los palos; consiguiéndolo hasta el minuto 78, cuando un penal puso adelante a los Springboks por vez primera y ganaron agónicamente 15–16.

### Final
Jugaron la final contra los All Blacks, brindando el más importante superclásico de la historia, repitiendo la Final del Mundial de 1995 pero esta vez en la profesionalidad.
Sudáfrica jugó con un solo back suplente (siendo la primera vez en la historia del rugby que se hizo) y el técnico neozelandés Ian Foster diagramó: Codie Taylor, Brodie Retallick, el capitán Sam Cane, Aaron Smith, el potente Rieko Ioane y Beauden Barrett. En un partidazo donde los tackles brillaron, los africanos aprovecharon un hombre de más por la expulsión de Cane y triunfaron 12–11 apretadísimamente.

## Legado
El presidente de Sudáfrica, Cyril Ramaphosa, vistió la camiseta Springbok con el número seis y homenajeó a Nelson Mandela. El antiguo líder lo había hecho en la Final del Mundial 1995, como una alegoría del perdón de los reprimidos por el apartheid hacia los afrikáners.
Catorce jugadores negros se consagraron campeones, el 42 % y récord histórico en un plantel. Anteriormente fueron Chester Williams en Sudáfrica 1995, cuatro en Francia 2007 y doce en Japón 2019.
El asistente Erasmus usó un proyector para mandar señales a los rugbistas jugando, empleando distintos colores y llamando la atención del público. En una rueda de prensa postpartido, Nienaber explicó que se usaba para avisar al cuerpo médico de sustituciones por sangre y no para tácticas; pero curiosamente se enviaban inmediatamente al obtener un penal y fue evidente que Kolisi cambiaba sus decisiones al mirarlas.
Con la victoria, 22 rugbistas sudafricanos consiguieron ganar dos mundiales. Antes solo Os du Randt (2007) y François Steyn (2019) lo habían conseguido.
| Predecesor: Japón 2019 | Sudáfrica en la Copa Mundial de Rugby Francia 2023 | Sucesor: Australia 2027 |